# Матола Микола Омелянович
Микола Омелянович Матола (ім'я при народженні — Матола Дионизій Омелянович; 8 січня 1952, м. Мукачеве, Закарпатська область — 13 грудня 1993) — український поет, літературознавець, журналіст, громадський діяч.

## Життєпис
Народився в сім'ї будівельника. Закінчив середню школу та в 1974 році — філологічний факультет Ужгородського університету. Працював перекладачем з чеської та словацької мов у сфері туризму, журналістом газети «Молодь Закарпаття» та радіо, товаристві книголюбів, виконував обов'язки наукового співробітника музею, був працівником українсько-канадського підприємства «Кобза».
З 1991 року — член спілки письменників.

### Творчість
Друкувався в «Літературній Україні», «Культурі і житті», журналах «Жовтень», «Дніпро», «Україна».
Автор поетичних збірок «За білими веснами» (1979 р.), «Погідний ранок» (1980), «Не сміємо не бути» (1991 р.), виданих за життя.
Посмертно були видані збірки «Дозоване повітря» (2002 р.) та «Структура голосу» (2012 р.).
Збірка «Дозоване повітря» в 2003 році відзначена літературною премією імені Василя Симоненка Національної спілки письменників України.
Автор слів до пісні «Мій друже Ковалю».